# Embalse de Picadas
El embalse de Picadas se encuentra en el extremo suroccidental de la Comunidad de Madrid (España), en las primeras estribaciones de la sierra de Gredos. Fue levantado en el año 1952 sobre el cauce del Alberche, que, en sus 177 km de recorrido, es retenido en otros tres grandes pantanos. Su gestión corresponde a la Confederación Hidrográfica del Tajo, en cuya cuenca queda integrado el citado río.

## Descripción

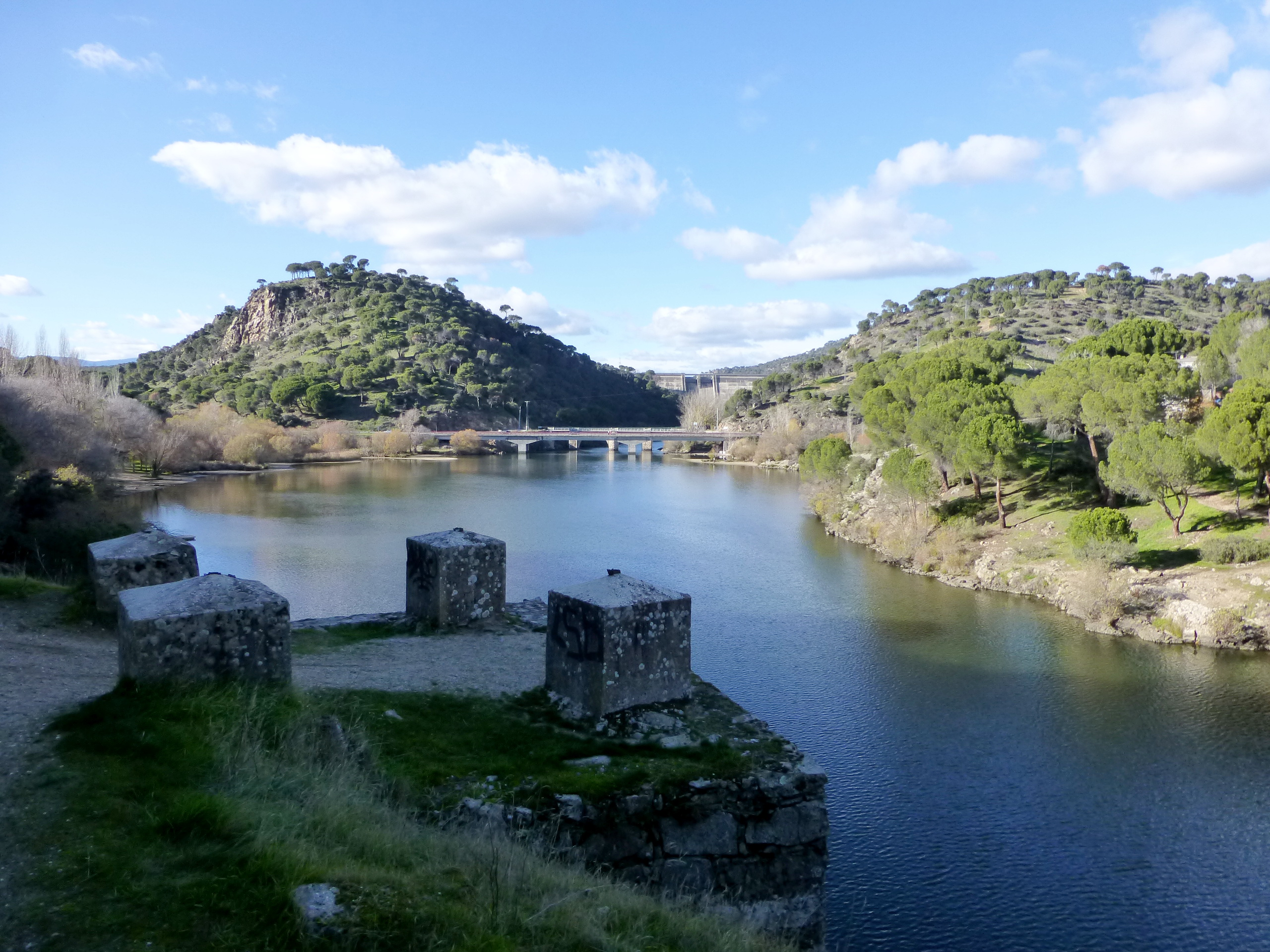
Embalse de Picadas. Al fondo la presa de San Juan.

Ocupa una superficie de 92 hectáreas, que se extienden por el término de San Martín de Valdeiglesias. La presa se levanta junto al paraje conocido como Las Picadas, de donde toma su nombre, próximo al municipio de Aldea del Fresno. Aguas arriba, la cola se sitúa al borde mismo de la presa del embalse de San Juan, con el que Picadas forma uno de los complejos hidráulicos más relevantes de la cuenca del Alberche. 
El embalse queda configurado por una larga y estrecha franja, debido al encajamiento que, en esta parte de su curso, presenta el Alberche. Esta orografía permitió abaratar los costes de construcción de la presa, que es de tipo gravedad, tiene una altura de 59 metros y una longitud de 145 metros.
Con una capacidad total de almacenaje de 15 hm³, el embalse se utiliza para la obtención de energía hidroeléctrica, riego y abastecimiento de agua potable, que se destina a la Comunidad de Madrid y, a través del canal artificial Picadas-Toledo, a la parte septentrional de la provincia de Toledo. La propia capital toledana o las comarcas de Torrijos y de La Sagra son algunas de las áreas beneficiadas de este trasvase.
Su entorno, poblado por extensos bosques de pinos piñoneros, constituye una importante zona de ocio. En la margen derecha del embalse, junto a la carretera M-501, existe un área de recreo, que recibe el nombre de La Depuradora. Está permitida la pesca en determinados puntos de sus orillas.